# Kaplja vas, Sevnica
Kaplja vas este o localitate din comuna Sevnica, Slovenia, cu o populație de 63 de locuitori.